# Hammerodde (schip, 2005)
De Hammerodde is een van de RoPax-veerboten van rederij BornholmerFærgen uit Bornholm in Denemarken. Het is vernoemd naar de Noordkaap van het Bornholmse eiland. Het is het zusterschip van Dueodde die voor dezelfde rederij voer.
De Nederlandse Merwede Scheepswerf kreeg in 2004 de bouwopdracht voor twee nieuwe veerschepen voor rederij Bornholms Trafikken en bouwde er zelf een, de Hammerodde. In opdracht van Merwede Shipyard in Hardinxveld-Giessendam bouwde Volharding Shipyards in Harlingen het andere schip, de Dueodde. Beide schepen zijn zogeheten ropax-ferries, veerboten voor het vervoer van zowel passagiers als voertuigen.
Vanaf april 2005 is het in dienst op de routes Rønne - Køge (avond- en nachtdienst), Rønne - Ystad en Rønne - Sassnitz. Het schip heeft 1235 meter laadruimte voor voertuigen, kan 400 passagiers vervoeren en beschikt over 108 bedden in 60 kajuiten.
De Dueodde is verkocht en werd op 10 oktober 2010 uit de dienstregeling genomen. De Hammerodde blijft echter in dienst.

Routes naar Denemarken, Duitsland en Zweden

Begin 2010 werd de Hammerodde bij de werf STX Europe in Helsinki voorzien van een nieuw autodek en een stille ruimte voor passagiers.

## Inwendige indeling
- Dek 3: onderste autodek met 645 meter laadruimte, bereikbaar via een 11,50 meter brede achterklep.
- Dek 5: het bovenste autodek, te bereiken via dek 3 via een ophaalbare klep, werd in de winter van 2010 uitgebreid om meer ruimte voor opleggers te creëren.[3]
- Dek 7: een bistro met 50 zitplaatsen, een receptie, Taxfree-Shop en verblijfsruimten met in totaal 256 leunstoelen.
- Dek 8 en 9: 20 eenpersoons kajuiten, 36 dubbele kajuiten en 4 vierpersoons kajuiten, ieder met een eigen badkamer. Bij de renovatie werd op dek 8 een rustruimte met slaapbanken toegevoegd.[3]

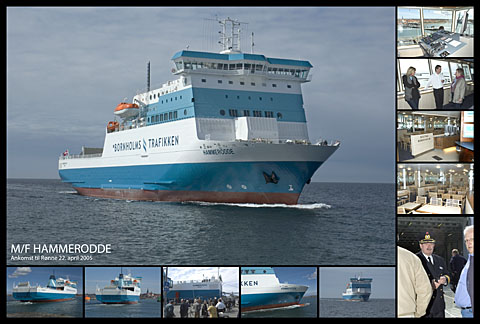
Ansichtkaart van de Hammerodde
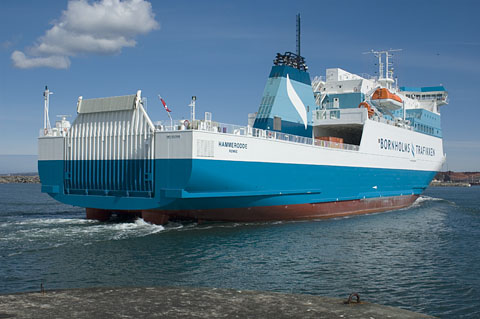
De Hammerodde dicht bij Rønne Havn.

Skandia · Heimdal · Hjalmar · Thor · Bornholm · Skandia · Ørnen · Heimdal · Frem · Bornholm · Hammershus · Østersøen · Rotna · Ella · Kongedybet · Østersøen · Bornholm · Thorkild Lund · Bornholm · 66-Paketten · Bornholmerpilen · Hammershus · Rotna · Isefjord · Hammershus · Rotna · Povl Anker · Jens Kofod · Julle · Peder Olsen · Gute · Villum Clausen · Dana Hafnia · Clare · King Of Scandinavia · Bora Mari · Rügen · Vilja · Dueodde · Hammerodde · Skania · Leonora Christina